# Адудуддин аль-Иджи
Адуду-д-ди́н Абду-р-Рахма́н ибн А́хмад аль-И́джи (араб. عضد الدين الإيجي‎; ок. 1281, Идж, Иран — 1355, там же) — мусульманский философ, представитель позднего калама. Крупнейший систематизатор перипатетизирующего калама, занимал пост верховного судьи (кади).

## Биография
Родился около 1281 года в г. Идже. С молодых лет аль-Иджи находился при дворе правителей в различных областях Ирана. Ильхан Абу Саид Бахадур-хан (1316—1336) назначил его на пост судьи (видимо, по ходатайству вазиря Гиясу-д-дина). В фикхе придерживался шафиитского мазхаба. Калам изучал у последователей аль-Байдави (ум. в 1286 г.). Учеником аль-Иджи был видный мутакаллим Саду-д-дин ат-Тафтазани. По неясным причинам был заточён в тюрьму, в цитадели Дераймиан близ Иджа. Там же умер в 1355 (или 1356) году.

## Труды
Творчество аль-Иджи многосторонне. Его сочинения охватывают спекулятивную теологию (калам), юриспруденцию (фикх), толкование Корана (тафсир), риторику (балагат) и диалектику, этикет (адаб), историографию. Многие из них были посвящены его покровителям — ильханскому визирю Гиясуддину и правителю Шираза Абу Исхаку. О популярности его сочинений свидетельствуют многочисленные комментарии к ним. В наши дни некоторые сочинения аль-Иджи изучаются в каирском университете аль-Азхар, тунисском аз-Зайтуна.
Книга аль-Иджи «Мавакиф» («Стоянки») представляет собой энциклопедию ашаритского калама на этапе его синтеза с арабоязычным перипатетизмом. Оно состоит из 4 томов, по 500 страниц большого формата каждый и вместе с глоссами Али аль-Джурджани (ум. 1413) и других комментаторов считается самым объемистым сочинением по спекулятивной теологии в суннитском исламе. Книга состоит из шести частей, первые четыре посвящены концептуальной, философской базе теологического дискурса:
- логико-эпистемологическое введение;
- «всеобщие принципы» (бытие и ничто, сущность и существование, единое и многое, необходимое и возможное, причина и следствие);
- акциденции;
- субстанция.

Последние две части книги освещают собственно теологическую проблематику, подразделенную на «рационалистическую» и «ревелятивную». В «рационалистической» части рассматривается сущность Бога и его атрибуты, а в «ревелятивной» пророчества, эсхатология и т. п.. По этой схеме построено сочинение «Макасид» ученика аль-Иджи, ат-Тафтазани. Книга «Мавакиф» на протяжении столетий служила одним из основных пособий по каламу. Известны комментарии этой книги таких богословов как аль-Джурджани, ас-Сиялкути, аш-Ширвани и Челеби.